# 陳繹
陳繹（1021年—1088年），字和叔，洛陽（福建路，南劍州）人。
慶曆初進士出身，歷官館閣校勘、集賢校理，曾刊定《前漢書》，後因事貶建昌（江南東路，南康軍）軍，後擔任大中大夫。晚年喜歡伪装成一副忠厚老实的样子，好事者目為“熱熟顏回”。元祐三年正月卒。

## 延伸阅读
[在维基数据编辑]
 《宋史·卷329》，出自脱脱《宋史》